# Turó de les Tres Partions
El Turó de les Tres Partions és una muntanya de 435 metres que es troba entre els municipis de Castellet i la Gornal (Torrelletes), Olèrdola (Daltmar) i Canyelles, a les comarques catalanes de l'Alt Penedès i el Garraf.